# Zenarchopterus
Zenarchopterus es un género de peces beloniformes de la familia zenarcoptéridos.

## Especies
Se reconocen las siguientes especies:
- Zenarchopterus alleni (Collette, 1982)
- Zenarchopterus buffonis (Valenciennes, 1847)
- Zenarchopterus caudovittatus (Weber, 1907)
- Zenarchopterus clarus (Mohr, 1926)
- Zenarchopterus dispar (Valenciennes, 1847)
- Zenarchopterus dunckeri (Mohr, 1926)
- Zenarchopterus dux (Seale, 1910)
- Zenarchopterus ectuntio (Hamilton, 1822)
- Zenarchopterus gilli (Smith, 1945)
- Zenarchopterus kampeni (Weber, 1913)
- Zenarchopterus novaeguineae (Weber, 1913)
- Zenarchopterus ornithocephala (Collette, 1985)
- Zenarchopterus pappenheimi (Mohr, 1926)
- Zenarchopterus philippinus (Peters, 1868)
- Zenarchopterus quadrimaculatus (Mohr, 1926)
- Zenarchopterus rasori (Popta, 1912)
- Zenarchopterus robertsi (Collette, 1982)
- Zenarchopterus striga (Blyth, 1858)
- Zenarchopterus xiphophorus (Mohr, 1934)